# Hisøy
Hisøy is een eiland en een voormalige gemeente in Noorwegen. Het eiland was tot 1992 een zelfstandige gemeente en werd toen gevoegd bij Arendal, de hoofdstad van de voormalige fylke Aust-Agder. 

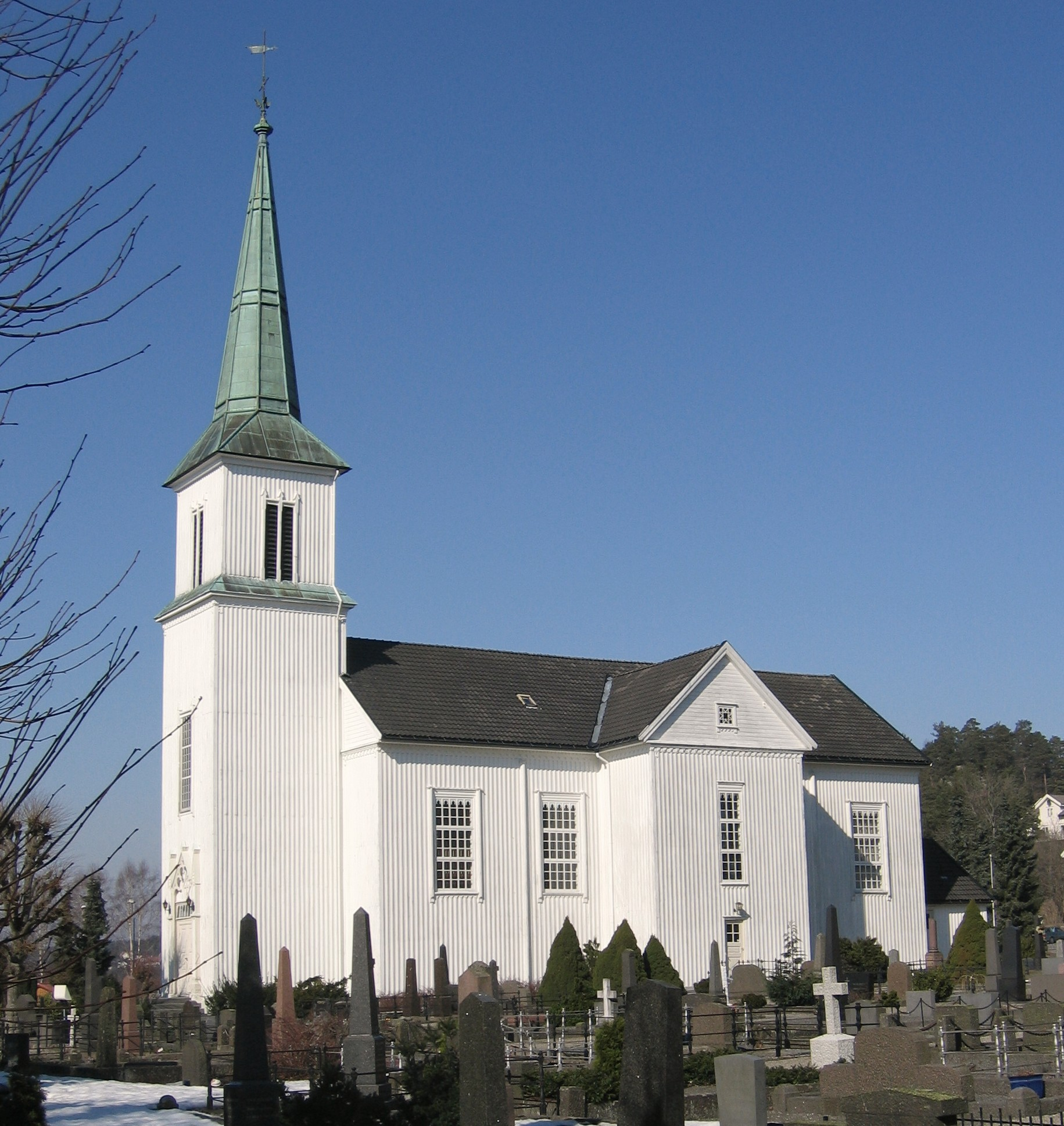
Kerk van Hisøy

Het eiland heeft een houten kruiskerk uit 1849. Hisøy moet al in de middeleeuwen een eigen parochie geweest zijn. De oudste vermelding van een priester op het eiland dateert uit 1320.